# Зиннуров, Ирек Хайдарович
Ире́к Хайда́рович Зинну́ров (род. 11 января 1969, Якутск) — российский ватерполист, политик. Ватерполист, двукратный призёр Олимпийских игр (2000 и 2004), призёр чемпионата мира и Европы, заслуженный мастер спорта России, подвижный нападающий. Депутат Государственной думы VII созыва, член комитета Госдумы по делам СНГ, евразийской интеграции и связям с соотечественниками, член фракции «Единая Россия», с декабря 2020 руководитель представительства Россотрудничества в Азербайджане.

## Биография
Воспитанник казанской СДЮШОР № 8. Первый тренер — В. Горюнов. Выпускник Симферопольского государственного университета (1992). С 1987 по 1994 год играл за севастопольский клуб Черноморского флота. Представлял до 1994 года Украину, после чего вернулся в Россию и взял российское гражданство.
В 1994 году начинал играть за волгоградский клуб «Лукойл-Спартак», в составе которого стал четырёхкратным чемпионом России (1997, 1999, 2003, 2004) и шестикратным обладателем Кубка России (1998, 2000, 2001, 2002, 2003, 2004).
С 1995 года выступал за сборную России. Серебряный призёр Олимпиады в Сиднее (2000), бронзовый призёр Олимпиады в Афинах (2004), победитель Игр доброй воли 1998 (Нью-Йорк), бронзовый призёр чемпионата мира 2001 (Фукуока), победитель Мировой лиги 2002 (Греция), обладатель Кубка мира 2002 (Белград), бронзовый призёр чемпионата Европы 1997 (Севилья).
В 2004 году стал капитаном команды «Синтез» (Казань), в составе которой выиграл Кубок «Len Trophy» (2006—2007), чемпионат России (2007) и Кубок России (2005).
В 2009 году объявил о завершении спортивной карьеры.
С 2009 по 2010 год является директором бассейна «Оргсинтез», с 2010 вице-президентом клуба «Синтез» (Казань), с января 2011 г. — главным тренером «Синтеза».
С 2013 года — член Общественной палаты Республики Татарстан.
В 2016 году избран депутатом Госдумы VII созыва от партии Единая Россия.
С 2020 г. — руководитель представительства Россотрудничества в Азербайджанской Республике — Российского информационно-культурного центра в Баку (РИКЦ). В связи с переходом на эту должность сложил полномочия депутата Госдумы, мандат передан Евгению Гришину.

## Законотворческая деятельность
С 2016 по 2019 год, в течение исполнения полномочий депутата Государственной Думы VII созыва, выступил соавтором 84 законодательных инициатив и поправок к проектам федеральных законов.

## Награды
- Орден Дружбы (23 июля 2001 года) — за заслуги в развитии физической культуры и спорта, большой вклад в укрепление дружбы и сотрудничества между народами[8]
- Медаль ордена «За заслуги перед Отечеством» II степени (18 февраля 2006 года) — за большой вклад в развитие физической культуры и спорта и высокие спортивные достижения[3][9]
- Почётный знак «За заслуги в развитии физической культуры, спорта и туризма» (12 апреля 2018 года, Межпарламентская ассамблея СНГ) — за значительный вклад в развитие физической культуры, спорта и туризма в государствах — участниках Содружества Независимых Государств, реализацию идей сотрудничества в сфере физической культуры, спорта и туризма[10]

## Клубы
- «Лукойл-Спартак» г. Волгоград (1994—2004)
- «Синтез» г. Казань (2004—2009)